# 一酔斎
一酔斎（いっすいさい、生没年不詳）とは、江戸時代の京都の浮世絵師。

## 来歴
師系・経歴不明。京都の人で一酔斎と号す。文政頃に合羽摺の役者絵を残している。

## 作品
- 「ほてい市右衛門・中村歌右ヱ門」　細判合羽摺5枚続の内　※文政5年（1822年）2月、大坂中の芝居『男作五雁金』より
- 「小春屋弥七・市川団蔵」　合羽摺